# 千金街道 (抚顺市)
千金街道，是中华人民共和国辽宁省抚顺市新抚区下辖的一个乡镇级行政单位。2019年11月29日，撤销千金街道，将其所辖的元雪社区、西一路社区、白云社区、千金社区行政区域以及乐园社区西五街铁路以东部分行政区域划归站前街道；将千金街道乐园社区西五街铁路以西部分行政区域划归福民街道管辖。

## 行政区划
千金街道下辖以下地区：
西一路社区、白云社区、千金社区、乐园社区和元雪社区。